# 卡拉帕丁獸屬
卡拉帕丁獸屬（學名：Crapartinella）是合弓綱獸頭亞目的一屬，化石發現於南非的卡魯盆地。在真獸齒類之中，卡拉帕丁獸是唯一被發現帶有犁骨牙齒的物種，這是原始四足類的特徵。目前只有唯一種，模式種C. croucheri，是在1975年被命名。